# آرتور کاراپتیان (هنرپیشه)
آرتور آمیرانی کاراپتیان (ارمنی: Արթուր Ամիրանի Կարապետյան زاده ۱۰ آوریل ۱۹۶۵) یک بازیگر اهل ارمنستان است. وی از سال میلادی تاکنون مشغول فعالیت بوده است.

## زندگی‌نامه
وی در ۱۰ آوریل ۱۹۶۵ در ایروان به دنیا آمد و از انستیتو دولتی هنری و نمایشی ایروان فارغ‌التحصیل شد. ساتیک هاخنازاریان همسر وی می‌باشد. وی همچنین برندهٔ جوایزی همچون هنرمند افتخاری جمهوری ارمنستان (۲۰۱۶) شده است.